# Crisidmonea funicula
Crisidmonea funicula är en mossdjursart som först beskrevs av Ferdinand Canu och Ray Smith Bassler 1929.  Crisidmonea funicula ingår i släktet Crisidmonea och familjen Crisinidae. Inga underarter finns listade i Catalogue of Life.